# Državna cesta D111
D111 je državna cesta u Hrvatskoj. 
Nalazi se na otoku Šolti i jedna je od dvije državne ceste na otoku. Prolazi kroz naselja Maslinica, Srednje Selo, Grohote, Gornje Selo i Stomorska.
Ukupna duljina iznosi 17,8 km.